# Kari Arkivuo
Kari Matti Tapani Arkivuo (Lahti, 23 giugno 1983) è un ex calciatore finlandese, di ruolo difensore.

## Palmarès

### Club

#### Competizioni nazionali
- Coppa di Svezia: 2

Häcken: 2015-2016, 2018-2019